# Renata Pytełewska-Nielsen
Renata Pytelewska-Nielsen (født Renata Pytelewska 18. maj 1966 i Otwock, Województwo Mazowieckie, Polen) er en tidligere dansk længdespringer, som stillede op for Aarhus 1900. Pytelewska-Nielsen har vundet EM indendørs og fået bronze ved VM udendørs i længdespring.
Renata Pytełewska voksede op i Warszawa, og i det kommunistiske Polen blev sportstalenter systematisk opdaget i skolen. Pytełewskas talent gjorde, at hun allerede i 13-årsalderen fik timer på et idrætsuniversitet. I 1983 mødte hun i Polen den danske atlet, Lars Nielsen, og hun fulgte med ham til Danmark. Efter at have født parrets tvillinger i 1988, vendte hun tilbage til sporten.
I 1990 kunne Pytełewska-Nielsen som polsk statsborger bosat i Danmark vinde både det polske og danske mesterskab i længdespring. Trods polsk statsborgerskab repræsenterede hun Danmark ved fire internationale mesterskaber 1990-1992, inden hun med et nyerhvervet dansk statsborgerskab fik sin OL-debut for Danmark under OL 1992 i Barcelona, hvor hun i finalen opnåede en 11. plads med 6,06 m i finalen (6,63 m i kvalifikationen). To år senere nåede hun karrierens højdepunkt med en bronzemedalje ved VM i Tokyo, og i Sevilla samme år sprang hun karrierens længste spring på 6,96 m, hvilket stadig er dansk rekord. Det blev til guld ved indendørs-EM i 1996 med et spring på 6,76 m. Hun deltog også i OL 1996 i Atlanta, hvor hun imidlertid overtrådte samtlige sine forsøg i to kvalifikationsrunder. I 1999 fik hun en knæskade, og i 2001 stoppede hun endeligt sin karriere.
Pytełewska-Nielsen, som fire gange er blevet kåret til "årets kvindelige danske atletikudøver", var efterfølgende ansat som elitecentertræner i spring i Aarhus. Derudover var hun tilknyttet AGFs superligahold 2005-2008, det danske kvindelandshold i fodbold og de olympiske sejlere.
Pytełewska-Nielsen var tidligere gift med Lars Nielsen (tidligere sportschef i Dansk Atletik Forbund), som også fungerede som hendes træner. Parret blev skilt i 2013, og de har sammen tvillingerne Peder Nielsen (dyrker trespring) og Mikkel Nielsen (dyrker stangspring).
Pytełewska-Nielsen arbejder nu i en butik i Aarhus. I 2013 deltog hun i tv-programmet Mestrenes mester, men var uheldig og fik revet sit korsbånd over.

## Internationale mesterskaber
- 1990 EM Længdespring 11.plads 6,35
- 1991 VM Længdespring Inget resultat
- 1991 VM-inde Længdespring 10.plads 6,49
- 1992 OL Længdespring 11.plads 6,76
- 1992 EM-inde Længdespring 10.plads 6,14
- 1993 VM Længdespring  Bronze 6,76
- 1993 VM Trespring 9q 12,96
- 1993 VM-inde Længdespring 9.plads 6,54
- 1994 EM Længdespring 4.plads 6,82
- 1994 EM-inde Længdespring 11.plads 6,26
- 1995 VM Længdespring 22.plads 6,42
- 1995 VM-inde Længdespring 5.plads 6,77
- 1996 OL Længdespring Inget resultat
- 1996 EM-inde Længdespring  Guld 6,76
- 1997 VM Længdespring 19.plads 6,49
- 1997 VM-inde Længdespring 14.plads 6,42

## Danske mesterskaber
- Guld 1990 Længdespring 6,44
- Guld 1990 Længdespring inde 6,03
- Guld 1991 Længdespring inde 6,15
- Guld 1992 Længdespring 6,29
- Sølv 1992 100 meter 12.26
- Guld 1992 60 meter inde 7.73
- Guld 1992 Længdespring inde 6,14
- Guld 1993 Længdespring 6,84
- Guld 1993 Længdespring inde 6,28
- Guld 1994 Længdespring 6,61w
- Guld 1995 Længdespring 6,48
- Sølv 1995 100 meter 12.40
- Guld 1996 Længdespring 6,71w
- Guld 1996 Længdespring inde 6,40
- Guld 1997 Længdespring 6,50w
- Guld 1997 Længdespring inde 6,40
- Guld 1998 Længdespring 6,07
- Guld 1999 Længdespring inde 6,11
- Guld 1999 Trespring inde 12,37
- Guld 2000 Længdespring 5,87
- Guld 2000 Trespring 12,29
- Guld 2000 Længdespring inde 5,90
- Guld 2001 Længdespring inde 5,73

## Personlige rekorder
- 100 meter: 12,02 (1993)
- 200 meter: 25,43 (1990)
- 100 meter hæk: 14,64 (1990)
- Længdespring: 6,96/7,09w (1994)
- Trespring: 13,71 København (1993)

Indendørs
- 50 meter: 6,95 (1990)
- 60 meter: 7,73 (1992)
- 60 meter hæk: 8,97 (1990)
- Længdespring: 6,77 (1995)
- Trespring 12,37 (1999)